# 사누키 우동

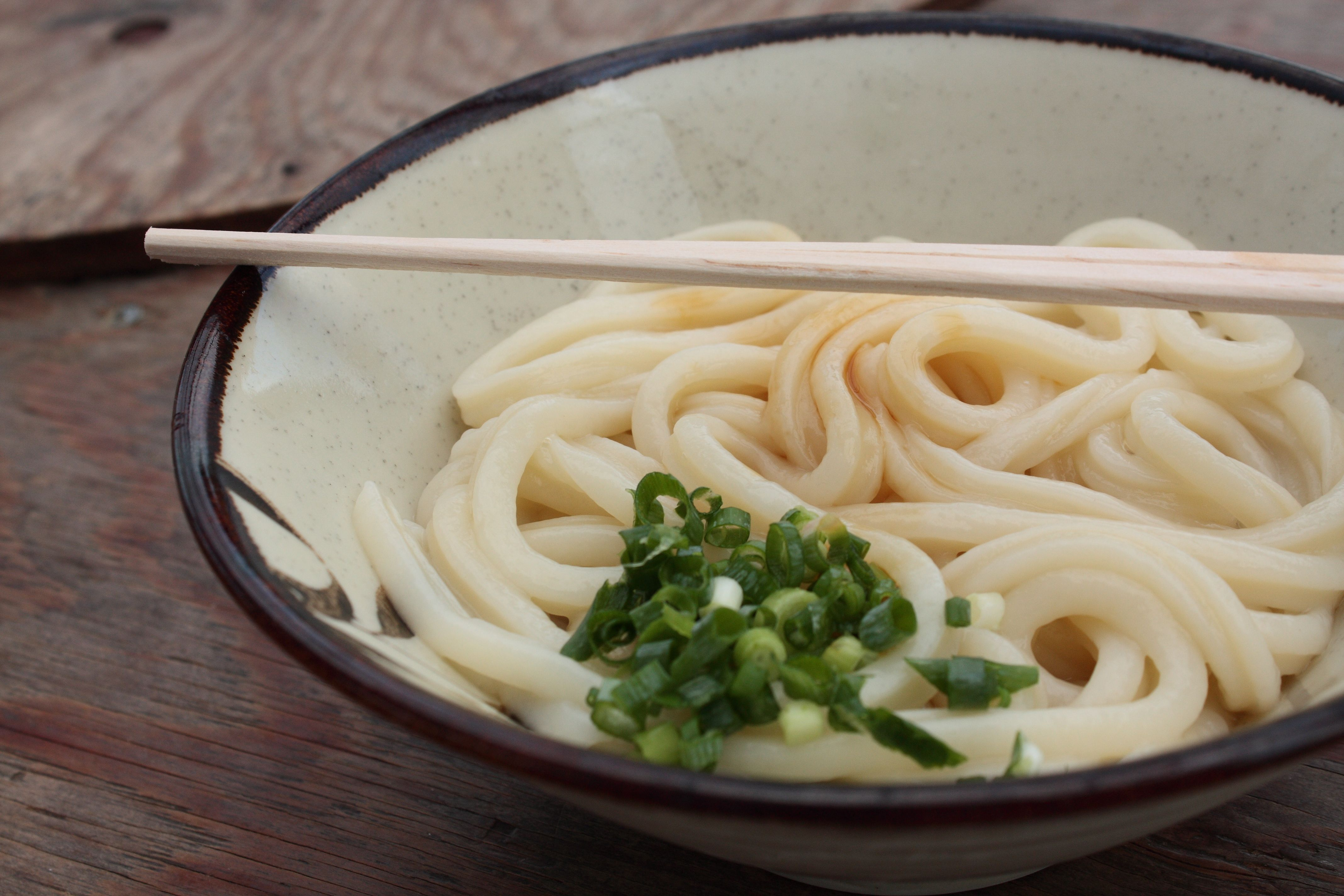
다카마쓰시의 가마아게식 사누키 우동

사누키 우동(일본어: 讃岐うどん 사누키 우돈[*])은 일본 사누키국(가가와현) 일대에서 생산되는 우동의 일종이다. 전래 시기 등은 밝혀지지 않았으나, 에도 시대 전기의 병풍에 그려진 그림에서 우동집을 찾아볼 수 있다. 과거부터 소맥, 소금, 마른 멸치, 간장 등의 사누키 우동의 재료가 이 지역에서 쉽게 구할 수 있었으며 그 재료들 자체로도 특산물이었다. 덧붙여 '사누키 우동'이라는 특별한 명칭이 붙은 것은 오래 되지 않았으며, 가가와 현의 우동을 명물로서 소개하기 시작하던 1960년대 경에 지어졌다. 여기서의 사누키 우동은 가가와 현내의 우동점이나 가정 등에서 만들어지는 일반적인 우동에 대해 서술하지만, 상품으로 만드는 사누키 우동에 대해서는 아래의 '정의' 문단에 서술되어 있다.
가가와 현에서 우동은 현민의 생활에서 특이한 위치를 차지하고 있으며 크게 선호된다. 가가와 현민의 1인당 연간 우동 소비량은 230 그릇으로 일본 내 1위이다. 일본 내의 우동 총생산량을 비교하면, 2006년 현재 가가와 현의 생산량은 60,660톤이며, 2위는 19,827톤을 생산한 사이타마현인데 2위와 큰 격차를 보이고 있다. 또 유데우동·생우동·건조우동 등 세 종류의 우동 전부의 생산량도 일본 내 1위이다. 또한, 시코쿠 신문 등 가가와 현내 신문사 사이트에는 '스포츠', '날씨', '육아' 등의 꼭지와 동등하게 '우동' 꼭지를 별도로 만들어두기도 하며, 현내 곳곳에 우동집이 분포해 있어 생활에 밀착한 음식·식습관으로 정착하여, 점포가 특정 구역에 몰려있지 않게 되었다. 또, 가가와 현의 우동점은 남녀노소를 불문한 폭넓은 손님층을 보유하고 있다. 이 밖에, 가가와 현민들이 매년 7월 2일 경에 있는 반하생 때마다 사누키 우동을 먹는 풍습을 바탕으로 사누키 우동 협동조합이 매년 7월 2일을 '사누키 우동의 날'로 지정하고 있으며, 섣달 그믐날에 메밀국수보다 우동을 먹는 경우가 많아 이 날에는 그릇 단위로만 판매하는 점포(주로 제면소 계열)가 많다.

## 정의
생면류의 표시에 관련된 공정경쟁규약 및 공정경쟁규약 시행규칙에 따르면, '사누키 우동'은 아래와 같이 정의되어 있다. (1971년 10월 1일 시행, 1977년 1월 25일 개정.) 단 이 조건은 사누키 우동으로서의 '명물', '본고장', '특산' 등의 명칭을 자칭하는 경우에만 적용된다.
- 가가와 현내에세 제조된 것
- 수타(手打)로 제조된 것
- 가수량은 소맥분 중량 대비 40% 이상이어야 한다.
- 식염은 소맥분 중량 대비 3% 이상이어야 한다.
- 숙성 시간은 2시간 이상이어야 한다.
- 삶는 경우에는 삶는 시간이 약 15분간으로 충분히 알파화된 것

이 때문에 '사누키 우동'이라는 호칭은 가가와 현 밖에서는 다른 우동을 구분하기 위한 기호로써 쓰여지는 경우가 있다.
앞에서 기술한 한정 조건만 지킨다면 '사누키 우동'이라는 명칭을 사용하는 것은 자유이기 때문에, 이에 기인한 문제가 2008년 3월 타이완에서 'さぬき', '讃岐, 'SANUKI', 'さぬきうどん' 등 14개의 상표가 현지의 냉동식품 메이커에 의해 타이완 지재국에 상표로 등록된 이후, 점명에 '사누키'를 사용한 현지 일본인의 우동점에 대하여 2007년 11월에 명칭의 사용 중지를 요구한 것 등으로 표면화되고 있어, 그로 인한 영향이 염려되고 있다.

## 역사

### 근세 이전
가가와 현에서는 우동이 홍법대사 구카이의 순례로 당나라에서 전해졌다는 설이 널리 알려져 있으나 이를 증명할 명확한 근거는 없다. 또한 당나라에서 전해진 것은 소맥분의 생지에 팥소를 싼 '곤돈'(일본어: こんとん 콘돈[*])이라고 불리는 당과자로, 지금의 우동은 소면의 원조인 소병과 바오터우의 원조인 박탁(餺飥)을 만드는 방법을 바탕으로 형성되었다고 여겨진다. 또 사누키산 소맥의 DNA 감정 결과나 제조법의 유사점 등을 통해 중앙 아시아의 넝마주이가 견당사 구카이 일행이 방문한 장안을 통해 전한 것이 사누키 우동이 전해진 루트의 하나일 가능성도 지적되고 있다.
구가이가 활동했던 헤이안시대(8~12세기) 초기엔 우동을 만드는데 필요한 소금과 밀가루가 일본에 거의 존재하지 않았다. 당시엔 쌀을 주로 먹었으며 밀가루 등을 활용한 음식 등은 거의 없었다.조선통신사가 왔던 시기(1420년경)에 일본에도 맷돌이 퍼지기 시작했다"며 "칼국수가 우동의 원조일 가능성이 있다"고 지적했다. 맷돌이 일본에 전해진 후에 밀가루를 만들 수 있게 됐다는 것이다. 칼국수의 제조법은 소금을 사용하지 않는 가가와현 향토요리인 우치고미우동과 동일하다는 것이다.
현존하는 가가와·사누키의 우동의 기록에서 가장 오래된 것은 우동집의 영업에 관한 기술로, 에도 시대 전기에 처음으로 나타났다. 이는 에도나 오사카에 우동집이 출현하기 시작한 때에 해당한다. 1647년 기근 당시에는 에도 막부에 의해 우동이나 소면,의 금지령이 전국에 내려진 것 등 에도 시대에 우동은 사치 식품으로 여겨지고 있었다. 그러나 사누키 국의 고토히라는 곤고인의 주인지였기 때문에 자치권을 가지고 있어, 막부의 금지령을 받지 않았으며, 교토나 에도 등지와의 교류가 활발한 지역이었기 때문에 이 지역에서 제조법이 전해진 것으로 보여진다. 거기에 고토히라가 일조 시간이 길며 비가 적게 내려 소맥의 재배에 적합하여, 사카이데 등지의 염전에서의 제염이나 쇼도섬, 히키타 등지의 간장 제조도 발달한 것 등으로 원료의 확보가 쉬워져, 겐로쿠 연간 즈음부터 고토히라 주변에는 우동집이 성행하게 되었다. 당시의 우동은 다른 지역과 같이 찻집 등에서 과자와 함께 기호품으로써 제공되고 있었다.
에도 시대 후기에는 고토히라구(金刀比羅宮)에의 참배객을 상대로 하타고가 늘어나, 그 1층에 우동 가게를 덤으로 차린 경우가 많았다. 가게 앞에는 삶는 솥이 놓여져 도베야키용 그릇에 우동을 채워, 생강, 파와 면 국물 등을 조쿠(猪口)에 넣은 다음, 찍어서 곁들여 먹는 형식이 일반화되었다. 또한 이는 현대에서 말하는 유다메라는 방법에 해당한다. 또 출발지에서 배를 탄 참배객이 도착하는 나루터 지역이었던 마루가메나 다도쓰에도 우동집이 세워졌는데 1847년의 명소 도회 등에 그 기록이 남아있다. 그러나 농민들 사이에서 우동은 여전히 사치품으로 여겨져, 모심기나 법회 등 특별한 날에만 먹을 수 있는 것으로 여겨졌다.

### 근대
메이지 시대에는 밤에도 장사를 쉬지 않고 하루 종일 우동을 파는 행상인들이 다카마쓰시내에서 늘어나 1887년 즈음에는 멜대의 양 끝에 세로로 긴 상자를 내려, 끝 부분에 석유 램프를 달고 방울을 울리며 행상을 하게 되었다. 또, 상자의 하부에는 사발이나 주전자를 넣어 멜대의 총 무게는 60 ~ 70kg에 육박하게 되었다. 20세기부터 행상인들은 멜대를 메고 다니는 대신 바퀴가 달린 포장마차(일본어: 屋台 야타이[*])를 쓰기 시작하였으며, 포장마차의 양 끝에는 장식용 격자를 끼고 행등(일본어: 行燈)을 매달았다. 우동은 면발 위에 가쓰오부시와 다시를 뿌린 붓카게식으로, 숯불에 데쳤기 때문에 인기가 많았다. 또 행상인은 생면의 도매업자(일본어: 玉卸し屋 다마오로시야[*])와 계약하여 도구를 빌려, 영업을 행했다. 당시에는 다섯 도매업자가 있었으나, 다이쇼 시대에는 포렴 나누기의 관계를 바탕으로 세 계통으로 나뉘어 종전까지 이러한 형태가 이어졌다. 쇼와 초기에는 장식 글라스 등을 붙인 포장마차가 등장하여 “밤의 다카마쓰의 풍물”이라고 불리었다.
또 농촌에서는 메이지 시대에 수차의 동력을 이용한 제분업이 번성하여, 그 가루를 사들이는 소규모의 제면업자도 증가했다. 1930년대에는 중일 전쟁 등 여러 전쟁으로 인하여 일본 내 젊은이가 감소하게 되면서 기계식 제면 방법이 전국으로 퍼졌지만, 가가와 현에는 수타법이 여전히 남아, 배급을 위한 소맥이 반입되었다. 이 즈음부터 엔진식 제분기가 보급되기 시작하여 20세기 후반에는 수차식을 완전히 대체하게 된다. 또 20세기 전반의 가가와 현에서는 연중 행사나 관혼상제에서도 우동을 먹기 시작하여, "우동을 뽑지 못하면 신부에게 갈 수 없다"는 속담이 생기기도 했다.
최근에는 노기 마레스케와 사누키 우동 간의 깊은 관계에 대한 설이 마에노 기요시 무사시노 학원 대학 교수에 의해 발표되었다. 1898년 10월에 가가와 현 젠쓰지시에 주둔하고 있던 일본 제국 육군 제11군단의 사단장에 취임한 노기는 병사의 대부분이 휴일에 젠쓰지에서 우동을 먹고 있는 것을 지켜본 노기가 우동이 영양가를 높인 우동을 부대식으로 배급하자고 제안하였으며, 제대한 병사들이 일본 각지에 우동점을 개업한 것이 사누키 우동이 전국으로 퍼지게 된 계기라는 것이었다.

### 현대
제2차 세계 대전 직후, 소맥분이 충분히 들어오지 않던 시기에 다카마쓰 시 등에서는 소맥분의 대용으로 도토리나 토란류의 가루를 사용하였으며, 부족한 끈적함은 고사리 가루나 우무로 대신하여 우동을 만들었다. 소맥분의 공급은 1949년 즈음부터 암시장을 중심으로 회복되기 시작하였다. 향토요리로서의 사누키 우동은 주로 가정에서 소비되었으며, 외식점에서도 일부 찻집이나 중화요리점을 포함한 여러 식당에서 우동을 팔기 시작하였다. 1960년대에는 그 수가 3,000에서 3,500 정도로 비약적으로 늘어났다. 당시에는 '우동 전문점' 수준의 가게는 다카마쓰 시에도 거의 없었지만, 1960년대 이래 가가와 현 독자의 셀프 서비스 방식의 우동 전문점이 등장하였고, 1970년대 전반부터는 메뉴를 다양하게 한 우동 전문점도 늘어나기 시작하여 지금의 가가와 현의 우동 가게의 상황이 형성되어왔다. 반면, 우동을 간단히 취급하는 종합 음식점의 수는 줄어들어, 우동점의 전문화가 진행되었다.
그러던 중 1963년 2월에 다카마쓰 역 구내에 서서 먹는 우동점이 개점하였다. 당시 서서 먹는 국수집은 전국의 수많은 역에 있었지만 우동은 전례가 없었기 때문에, 우코 연락선 등으로 시코쿠롤 방문한 사람들에게 강한 인상을 주었다. 곧 다카마쓰 역 구내에는 2호점이 오픈하여, 텔레비전 등에서 '먹는 민속 공예품'으로서 현내에서 맛의 평가가 높은 가게로 소개되었다. 1969년에는 우코 연락선의 갑판에 서서 먹는 우동 코너가 영업을 개시했다. 또, 이 즈음에 폴리에틸렌 등의 포장이 등장하여 보존 기간이 길어져, 토산품으로서의 수요가 증가하게 되었다. 또, 1970년대에는 수타식 사누키 우동이 가가와의 명물이라고 인지하고 있는 사람들이 현 바깥에서는 아직 많지 않아, 우동은 여행하는 김에 우연히 먹는 존재였다. 그러나, 한편으로 1970년의 오사카 만국 박람회에서는 사누키 우동이 전국에 소개되어, 이 즈음부터 전국적인 지명도가 크게 상승하게 되었다. 이 만국 박람회에서는 일식 체인인 교타루가 운영하는 레스토랑의 메뉴에 하나로서 사누키 우동이 추가되어, 면발의 수타 과정을 글라스를 통해 보여주어 매일 6,000그릇의 수익을 올렸다.
1980년대 말 즈음부터 가가와 현의 타운 정보지에 연재된 우동점의 소개 계획 〈(ゲリラうどん通ごっこ〉을 필두로 현내의 우동집 탐방이 성행하게 되었다. 이러한 유행 이후에는 그 때까지 중시되던 맛의 요소 뿐만 아니라 , 개성적인 가게에의 방문 자체를 즐기는 손님이 크게 증가한 것이 특징이 되었다. 이에 1992년에는 다케다 데쓰야가 TV 도쿄의, 1993년에는 요시무라 아키히로가 니혼 테레비의 음식 프로그램에서 현지의 사람들과 우동가게를 돌아 다닌 것을 시작으로, 매년 사누키 우동이나 그 특징적인 점포가 방송에서 다루어지게 되었다. 한편 현재의 산요 방송도 명당 우동을 찾는 프로그램을 1994년부터 정기적으로 방영하는 등, 새로운 단면의 사누키 우동의 미디어에의 노출이 증가하여 2000년대부터 언론에 의해 소개되기 시작하였으며, 광범위한 미디어로 그 소개가 확대되었다. 이러한 배경도 있어, 1990년대 후반부터는 현 바깥에서도 서서히 사누키 우동집을 순례할 목적으로 가가와로 떠나는 여행 스타일이 퍼지기 시작했다. 또, 1990년 즈음에는 최초의 냉동형 우동이 가가와 현에서 개발되었다.
셀프 서비스 우동집은 한동안 가가와 현외에서는 쉽게 볼 수 없었지만, 2002년에 이러한 셀프 방식의 우동집이 도쿄도 등 수도권을 중심으로 개점한 것을 필두로 일본 각지에 같은 형태의 셀프 우동집이 차례차례 오픈하였다. 이 출점 열풍은 2005년 즈음까지 계속되었다. 이러한 일련의 전국적인 매스컴에의 노출이나 관광객의 증가, 사누키 우동점의 전국적인 진출은 〈네번째 사누키 우동 열풍〉으로 불렸다. 2004년의 가가와 현의 조사에 따르면 현을 방문한 관광객의 40% 이상이 관광의 동기를 “사누키 우동을 먹는 것”으로 꼽았으며, 관광의 인상적인 점으로 “사누키 우동이 맛있었던 것”이라고 가장 많은 사람들이 대답했다. 가가와 현에서는 우동을 현지 특산 음식으로 판매하기 시작하여, 지금은 가가와 현의 경제적인 면에 큰 영향을 끼칠 정도의 관광 자원이 되었다. 2006년 8월에는 사누키 우동을 제재로 한 영화 UDON가 개봉되었다. 셀프 우동집은 저렴하고 간편한 패스트 푸드의 하나로서 어느 정도 정착하여, 가가와 현내 뿐만 아니라 멀리는 수도권에서도, 쇼핑 거리의 푸드 코트, 주요 가도 등을 따라 여러 우동집이 세워져 있다.
마루가메 고등기술학교에서는 2003년부터 매년 우동 기술자를 양성하는 ‘사누키 우동과’(3개월, 직업 훈련 과정)을 개강하여, 졸업생들이 현 내외에의 신규 개점이나 취직 실적 등을 올리고 있다. 또, 세토나이 단기 대학에서는 사누키 우동 제조자 양성 교육을 행하고 있다. 그러나 한 시기의 대유행은 일단락되고 있어, 신규 개점도 감소하는 지금은 도태되기 시작하여 과다 경쟁 상태인 지역도 생기기 시작하였다. 또, 면류를 위한 소맥분의 사용량이 감소하는 것이나, 도시코시 소바 이외의 국민적인 면 식습관을 새롭게 창조하고자 하는 사누키 우동 업체들은 '도시아케 우동'을 유행시키려 하며, 사누키 우동 진흥 협의회 등의 가가와 현내 제면 업계에 의해 홍보 활동이 계속되고 있다. 도시아케 우동의 형식은 〈하얀 우동에 신춘을 바라는 '붉은 것'(우메보시 등)을 더하는 것〉으로 정해져 있어 상표 등록이 이루어지고 있는 추세이기 때문에 사용시 신청이 필요하게 되었다.

### 유행

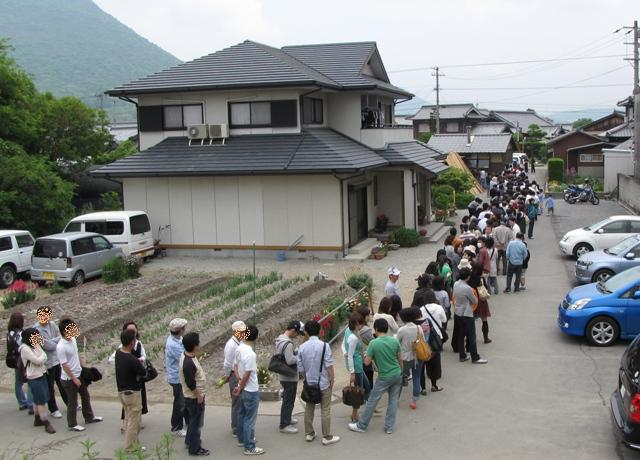
유명 가게의 행렬

가가와 현 농정수산부의 견해에 따르면, 20세기 후반부터 21세기 초두에 걸쳐 아래와 같은 네 번의 사누키 우동 유행이 일어났다. 그러나 이것은 꼭 통일된 견해는 아니고, 제3차와 제4차를 연속한 붐이라고 파악하는 의견 등도 있다. 종식 시기에 대해서는 정해진 것이 없어, 발생했다고 여겨지는 해만을 표기한다.
- 제1차: 1969년
  - 우코 연락선 갑판 상에 서서 먹는 우동집의 독특한 분위기나, 오사카 만국 박람회에의 출점이나 가네코 마사노리 지사에 의한 톱 서비스가 평가되었다. 또, 가가와 현은 PR를 위해서 당시 캐러밴대를 조직하고 있었다.

- 제2차: 1988년
  - 세토 대교의 개통으로 시코쿠 전체의 관광객이 증가하여, 사누키 우동점을 방문하는 손님 수도 증가하였다. 한편으로 버블 경제 시기였기 때문에 일부 가게가 가격을 대폭 인상하는 일이 발생하였다.[43] 또, 냉동 우동이 상품화됨으로써 전국의 슈퍼마켓 등에 사누키 우동이 널리 판매되게 되었다.

- 제3차: 1995년
  - 《무서운 사누키 우동》 등의 영향에 의한, 가가와 현내의 우동 점을 순례하는 손님들의 증가와 그에 따른 1990년대 전반의 언론에의 노출로 인하여 사누키 우동을 먹는 것을 목적으로 하는 관광객이 급격히 증가했다.

- 제4차: 2002년
  - 수도권 등 가가와 현 바깥에 셀프 방식의 우동점의 출점이 늘어나게 되었다. 한편으로 사누키 우동 붐의 폐해로써 〈민폐 주차의 증가〉, 〈수질 오염〉 등의 문제가 발생하기 시작했다.

## 문제점과 논란

### 수질 오염
사누키 우동의 국물을 원인으로 하는 수질 오염이 최근 문제시되고 있기 때문에 가가와 현은 해결책을 찾고 있다. 가가와 현은 하수도의 보급률이 2000년대 후반에도 60%로 정비가 더디고 있다. 사누키 우동 가게의 대다수는 영세 업체이기 때문에 배수 규제를 받지 않아, 하수도가 없는 지역에서는 고농도의 전분질을 많이 포함한 우동 국물 이 정화 장치를 거치지 않고 점포 근처의 수로나 하천에 그대로 방수되는 경우가 많아, 강 밑에 우동의 찌꺼기가 가라앉으면서 쌓이게 되면서, 국물에 포함된 전분이 침전되는 등의 원인으로 가가와 현 일반 음식점 중에서도 최악의 수질 상태 로, 환경오염이 우려되고 있다. 게다가 사누키 우동 붐에 따라 배수량이 대폭 증가하여 소규모 점포에서도 매일 톤 단위의 물을 대량으로 소비하여 악취 등이 발생하여 주변 지역의 원성이 잦아지게 되었다. 현에서는 현 내의 우동집에 우동집 배수 처리 대책 매뉴얼 등을 배포하였으나, 소규모 사업자가 떠안는 설비 자금 부담의 문제도 있어 큰 개선이 필요하게 되었다. 그리하여 다음 단계로서 소규모 점포에도 설치하기 쉬운 배수 처리 장치의 개발, 규제와 더불어 처벌을 상정한 조례 시행을 향한 움직임 등의 해결책을 모색하고 있다

### 불법 주차
사누키 우동 점포가 마련한 주차장이 좁거나 전혀 없는 경우도 많아 자동차로 점포를 찾은 일부 고객이 점포 주변 지역에 불법으로 주차하여 인접 주민의 불편으로 인해 문제가 발생하고 있다.

### 물 부족
사메우라 댐의 갈수 시에 제면소나 우동집이 갈수의 주요 원인으로 다루어지고 있으나 이것은 오해이다. 우동을 대량으로 조리하는 경우에는 물의 효율적인 이용을 위해 한 끼당 물 사용량은 가정에서 한끼분을 조리할 때의 대략 절반 이하이다. 최근 우동 유행으로 인해 매상이 증가함에 따라 각 점포 당의 사용량이 조금씩 증가했지만, 갈수의 원인은 사메우라 댐에 의존하기 위해 댐을 정비한 행정의 판단 오류나 불황으로 가정에서 음식을 먹는 사람들이 증가함으로써 가가와 현 내의 수도 사용량이 크게 증가하고 있는 것을 들 수 있다.

## 같이 보기
- 도시아케 우동
- 카마타마레 사누키
- UDON
- 다오 가즈토시 - 사누키 우동 라이더
- 사누키 몬자야키

## 참고 문헌
- 《사누키 우동 전점 제패 공략본》 (2003년 ~ 2007년) ,핫 캡슐 및 아와와
- 우스다 모노쿠니 (2001년), 〈사누키 우동으로 보는 외식 문화의 특질〉, 《지역과 농업》 제40권 62쪽 ~ 66쪽
- 다오 가즈토시 (2004년), 〈공전의 사누키 우동 경기의 속임수〉, 《시코쿠 학원 대학 편집》 제113권, 9쪽 ~24쪽
- 나스 모토히로 (2007년), 〈가가와 현민도 의외로 모르는 '사누키 우동'〉, 《조사월보》 제248권, 가가와 경제 연구소, 11쪽 ~ 21쪽
- 니지마 시게루 (1984년), 《면류백과사전》, 식품출판사, ISBN 4-87993-126-8。
- 일본의 식생활 전집 가가와 편집 위원회 (1990년), 〈듣는 글 가가와의 식사〉, 농산어촌 문화협회, 《일본의 식생활 전집 37》, 319쪽 ~ 328쪽, ISBN 978-4-540-90006-8。
- (일본어) 일본 농림수산성 식료국 소비유통과, 쌀·보리 가공식품 생산 동태 통계 조사 연보 (2006년)
- 하라 나오유키 (2007년), 〈사누키 우동과 관광 - 우동집 순례객 분석〉, 《가가와 과학 경제 전집》 제80권 2호, 53쪽 ~ 76쪽
- 하세가와 슈이치 (2006년), 〈맛있는 사누키 우동점은 어디에 많은가?〉, 《지하수 기술》 제47권 11호, 지하수기술협회, 19쪽 ~ 23쪽
- 마나베 마사토시 (2007년), 〈사누키의 자연과 사람이 기른 우동 문화〉, 《일본작물학회기사》 제80권 2호, 334쪽 ~ 336쪽
- 미키 에이조 (2007년), 〈사누키 우동 - 그 맛있음〉, 《화학과 공업》 제 60권 12호, 일본화학회, 1167쪽 ~ 1170쪽
- 미키 에이조 외 (1995년), 〈茹めんのテクスチャー評価〉, 《가가와 대학 농학부 학술 보고》 제47권 2호, 133쪽 ~ 142쪽
- 미야케 코조 외 (2004년), 〈사누키 우동의 지속적 성장에 관한 연구: 소비자 행동 조사에서〉, 《가가와 단기 대학 개요》 제32권, 1쪽 ~ 9쪽
- ゲリラうどん通ごっこ軍団麺通団 (2003년), 《무서운 사누키 우동 - 면지창조의 여행》, 신초샤、ISBN 978-4-10-105921-1
- 동일 저자 (2003년), 《무서운 사누키 우동 - 면지순찰의 여행》, 신초샤、ISBN 978-4-10-105922-8